# Ilse Janz
Ilse Janz (* 23. April 1945 in Norden) ist eine deutsche Politikerin (SPD).

## Biografie

### Ausbildung und Beruf
Nach dem Besuch der Hauptschule folgte eine Ausbildung zur Rechtsanwalts- und Notargehilfin. Später langjährige Tätigkeit in Speditions- und Maklerfirmen.

### Politik
Janz trat 1967 in die SPD ein. 1979–1987 war sie Stadtverordnete in Bremerhaven, 1987–1990 Mitglied der Bremischen Bürgerschaft. 
Von 1988 bis 1991 Landesvorsitzende der SPD-Landesverbandes Bremen, 1993 bis 1997 Mitglied des Bundesvorstandes der SPD. 
Von 1990 bis 2002 gehörte sie dem Deutschen Bundestag als direkt gewählte Abgeordnete des Wahlkreises Bremerhaven – Bremen-Nord an, davon 1993–1998 als Mitglied im Fraktionsvorstand, 1998–2002 als Parlamentarische Geschäftsführerin der SPD-Fraktion. Ferner gehörte sie dem Haushaltsausschuss und dem Sportausschuss, später dem Ausschuss für Verbraucherschutz, Ernährung und Landwirtschaft sowie dem Ältestenrat an. 